# Subbaraman Vijayalakshmi
Dans ce nom indien, Subbaraman est le prénom du père et Vijayalakshmi est le nom personnel.
Subbaraman Vijayalakshmi est une joueuse d'échecs indienne née le 25 mars 1979 à Madras.
Au 1er octobre 2016, Subbaraman Vijayalakshmi est la sixième joueuse indienne avec un classement Elo de 2 381.

## Carrière aux échecs
Vijayalakshmi fut en 2001 la première joueuse indienne à obtenir les titres de Maître international (titre mixte) et de Grand maître international féminin grâce à ses résultats à l'olympiade d'échecs de 2000. Elle remporta le championnat d'Inde féminin en 1995, puis cinq fois de suite de 1998 à 2002 et  la médaille d'argent au Championnat d'Asie d'échecs en 2001.

## Championnats du monde féminins
Elle a participé à trois championnats du mondes féminins : en 2000, 2001 et 2006. Son meilleur résultat fut une qualification au troisième tour (huitième de finale) du championnat du monde féminin de 2006 (éliminée par Svetlana Matveïeva).

## Olympiades
Subbaraman Vijayalakshmi a représenté l'Inde lors de quatre olympiades de 1998 à 2004, remportant deux médailles d'argent individuelles au premier échiquier : en 2000 et 2002.